# 波山次郎
波山 次郎（はやま じろう、1941年4月5日 - 1979年7月5日）は、宮城県仙台市出身のプロ野球選手（投手）。本名は尹 次郎（ユン・チャラン、朝鮮語: 윤차랑）。

## 経歴

### プロ入り前
1955年秋、東北高校の主催による中学生を対象とした野球大会「南光大会」が開催された。この大会に仙台市立第二中学校のエースとして参加した波山はその才能を買われ、1957年4月、東北高校野球部に正式に入部した。
同年9月8日、東北高校の招聘により評定河原球場で行なわれた対早稲田実業戦で5回表からリリーフ登板し、王貞治から三球三振を奪うなど、8回まで一人の走者も許さない好投を見せたが、9回、先頭打者の王に場外ホームランを許し敗戦投手となった。なお、早稲田実業との再戦は1958年6月27日に実現し、波山は9回を7奪三振、2失点に抑えて王貞治に投げ勝っている。
1958年の高校野球宮城県大会では、波山はリリーフとして活躍し、同年8月3日に行なわれた仙台商業との決勝戦では、初回無死二、三塁のピンチで外野からマウンドに上がりピンチを切り抜けると、外野守備についていた3回二死一、二塁のピンチでも再び登板し、このピンチを切り抜けて試合終了まで投げきり、勝利投手となった。甲子園では、8月9日の対長崎南山戦で17奪三振の快投を見せ、勝利投手となった。チームは2回戦で敦賀高校に敗れた。
1959年、東北高校は春期東北大会で優勝し、夏の宮城県予選でも2試合のノーヒットノーランを記録するなど5試合全てを完封で優勝。二年連続の夏の甲子園出場を決めた。8月12日の一回戦、茨城県の下館第一戦で、波山は初回無死から登板し、10奪三振を奪い勝利に貢献した。8月14日の二回戦、岡山県の倉敷工業との対戦でも3回から登板し、10奪三振を奪い勝ち投手となった。8月16日の日大二高との準々決勝では4回からリリーフし、先発の峰岸と合わせて16個の三振を奪った。8月18日の準決勝では宇都宮工業と対戦したが、2回からリリーフした波山を打線が援護できず、延長10回の裏、波山の二塁悪送球の間に走者が生還しサヨナラ負けを喫した。なお、この年の高校野球日本代表米国遠征メンバーには、在日朝鮮人のため米国入国が困難であるという理由で波山は選出されなかった。

### プロ入り後
1959年10月15日、大洋ホエールズと契約を結んだ。契約金は700万円（当時）であった。翌1960年3月8日、西京極球場で開催されたオープン戦の対阪急ブレーブス戦に先発登板したが、ロベルト・バルボンを四球で歩かせ、盗塁を許し、勝ち越し点を奪われるなど精彩を欠き、わずか20球で降板した。プロ初出場は同年7月31日、川崎球場での中日ドラゴンズ戦であったが、「2番・レフト」でのいわゆる「当て馬」起用であった。プロ初登板は、10月5日、広島市民球場での広島カープ戦であり、先発登板した波山は相手先発長谷川良平と投げ合って6回1失点でマウンドを降り、プロ初勝利を手にした。3回にはプロ初打席で二塁打を、5回にも右前打を記録した。同年の日本シリーズのベンチ入りメンバーに選ばれ、日本一の胴上げに加わった。
1961年は、主にリリーフとして起用されたが、4月25日の中日戦でリリーフに失敗してプロ初黒星を喫した。5月5日の国鉄スワローズ戦でも同点の場面で勝ち越し点を許して二敗目を喫し、二軍行きを通告された。9月10日の広島戦ではプロ初完投勝利をマークしたものの、その後もリリーフとしては失敗続きであった。
1962年には一軍で2試合の登板（イースタン・リーグでは1勝4敗）に終わり、1963年には一軍での登板がなかった（イースタンでは2勝5敗）。1964年、二軍の北海道遠征に帯同し、8月11日、釧路市富士見球場での東映フライヤーズ戦に先発登板。8回2失点に抑えた。8月14日には札幌円山球場での読売ジャイアンツ戦に先発し、4奪三振、1失点で完投勝利を挙げた。中一日での登板となった8月16日の東映戦では被安打1、5奪三振で完封勝利をマークした。その後一軍に昇格し、8月25日、川崎球場での巨人戦の3回表に3番手として登板するも、船田和英に3ランホームランを浴び、4回表を三者凡退に抑えたところで降板した。これが一軍では最後の登板となった。9月1日には川崎球場で行なわれた二軍の巨人戦に先発するも、5回1/3、4失点で敗戦投手となった。これがホエールズでの最後の登板となり、シーズン終了後に自由契約となった。

### 北朝鮮帰国後
1965年5月23日、家族の意向により、両親、兄、妹、弟とともに、帰国事業第125次船に乗って新潟港から北朝鮮へと出国し、5月25日、清津に到着した。その後、消息は途絶えていたが、清津市の鉄工所で「職業体育」の野球を続けて勤労者の大会で活躍し、1973年から平壌市の「平壌鉄道体育団」の野球チームに弟と共に所属していたことや、1974年に平壌市、沙里院市、新義州市、南浦市で行なわれたキューバ代表との試合に北朝鮮代表の投手として出場し、本塁打も1本打っていたことが後年明らかになった。
1977年に清津の鉄工所へ戻り、1979年7月5日、事故により死去した。勤務中の事故死であったため、「社会主義建設愛国者」に列せられた。

## 詳細情報

### 年度別投手成績
| 年 度     | 球 団     | 登 板 | 先 発 | 完 投 | 完 封 | 無 四 球 | 勝 利 | 敗 戦 | セ 丨 ブ | ホ 丨 ル ド | 勝 率 | 打 者 | 投 球 回 | 被 安 打 | 被 本 塁 打 | 与 四 球 | 敬 遠 | 与 死 球 | 奪 三 振 | 暴 投 | ボ 丨 ク | 失 点 | 自 責 点 | 防 御 率 | W H I P |
| --------- | --------- | ----- | ----- | ----- | ----- | -------- | ----- | ----- | -------- | ----------- | ----- | ----- | -------- | -------- | ----------- | -------- | ----- | -------- | -------- | ----- | -------- | ----- | -------- | -------- | ------- |
| 1960      | 大洋      | 1     | 1     | 0     | 0     | 0        | 1     | 0     | --       | --          | 1.00  | 22    | 6.0      | 2        | 0           | 1        | --    | 0        | 4        | 0     | 1        | 1     | 1        | 1.50     | 0.50    |
| 1961      | 大洋      | 20    | 3     | 2     | 0     | 0        | 1     | 4     | --       | --          | .200  | 234   | 58.0     | 50       | 4           | 15       | --    | 1        | 28       | 1     | 0        | 20    | 14       | 2.17     | 1.12    |
| 1962      | 大洋      | 2     | 0     | 0     | 0     | 0        | 0     | 0     | --       | --          | .000  | 22    | 4.1      | 9        | 2           | 0        | --    | 0        | 3        | 1     | 0        | 5     | 4        | 7.20     | 2.08    |
| 1964      | 大洋      | 1     | 0     | 0     | 0     | 0        | 0     | 0     | --       | --          | .000  | 5     | 1.1      | 1        | 1           | 0        | --    | 0        | 0        | 0     | 0        | 1     | 1        | 9.00     | 0.75    |
| 通算：4年 | 通算：4年 | 24    | 4     | 2     | 0     | 0        | 2     | 4     | --       | --          | .333  | 283   | 69.2     | 62       | 7           | 16       | --    | 1        | 35       | 2     | 1        | 27    | 20       | 2.58     | 1.12    |

- 1960年には外野で10試合、1961年には一塁で4試合外野で1試合、1962年は外野で3試合、1964年は外野で7試合二塁で2試合の出場記録があるが、いずれも「当て馬」起用であった。

### 背番号
- 46 （1960年 - 1964年）